# Fudbalerka
Fudbalerka je stil frizure koja spaja kratku i dugu kosu. Odnosno, kosa je kratko ošišana na prednjem, a puštena da raste na stražnjem dijelu glave. Frizura je dobila ime fudbalerka zahvaljujući brojnim nogometašima koji su je nosili. Na engleskom je popularnog naziva mullet, a na njemačkom vokuhila.
Dok su frizuru još sredinom 70-ih godina prošloga stoljeća počeli nositi poznati glazbenici kao što su David Bowie, Rod Stewart, Keith Richards, i Paul McCartney, frizura je dostigla vrhunac popularnosti sredinom 80-ih godina, kada su je počele nositi i druge brojne zvijezde cijeloga svijeta, neki od kojih su glumci George Clooney, John Stamos, Mel Gibson, glazbenici Ron Wood, George Michael, Billy Ray Cyrus, sportaši Andre Agassi, Oliver Kahn, Michael Sternkopf itd.
Iako je frizura bila najpopularnija kod muškaraca, i žene su je popularno nosile, neke od kojih su bile glazbenice Joan Jett, Cher i glumica Liza Minnelli.
Fudbalerka je postala sve manje popularna krajem 80-ih te ju od tada jako malo ljudi nosi. Ipak, sredinom 2010-ih, k-pop izvođači počeli su nositi kraću verziju fudbalerke, a kasnije su se njima pridružili i sportaši hokeja na ledu Phil Kessel i Patrick Kane. Čak su je i neke poznate pjevačice počele nositi, kao što su Rihanna, Miley Cyrus i Billie Eilish.